# Фонтан Багатства

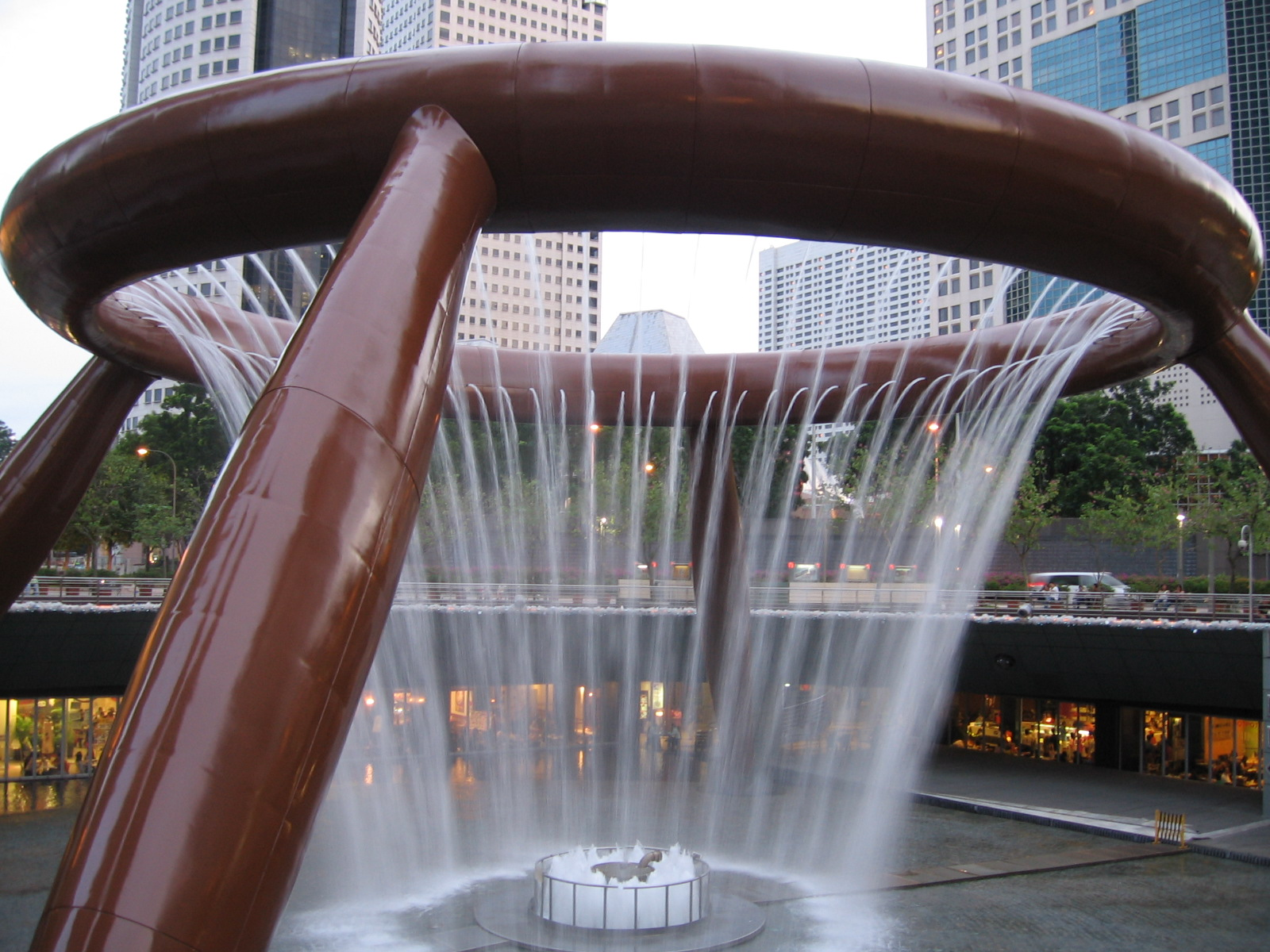
Фонтан багатства в Сантек Сіті, Сінгапур

Фонтан багатства (кит.: 财富之泉) занесений в Книгу рекордів Гіннеса в 1998 році як найбільший фонтан у світі. Він розташований в одному з найбільших торгових центрів Сінгапуру, Сантек Сіті.
У певні періоди дня, фонтан вимкнений і відвідувачів запрошують пройтися біля міні-фонтану в центрі великого фонтану, тричі "щоб щастило". Вночі фонтан-це установка для лазерної вистави, а також є жива музика і лазерні шоу між 8 вечора до 9 вечора щодня. Він розташований у центрі торгового магазинів.

## Історія
Фонтан багатства був побудований в 1995 році, разом для розвитку міста Сантек. Фонтан багатства вважається символом багатства і життя. Бронзове кільце фонтану розроблене на основі індуїстські мандали, означає світ і є символом єдності духу і єдності і також символізує рівність і гармонію всіх рас та релігій в Сінгапурі.

## Структура
Фонтан зроблений з бронзи, і складається з круглого кільця з довжиною кола 66 метрів. Підтримується кільце чотирма великими похилими колонами. Він займає площу 1683.07 квадратних метрів, і має висоту 13,8 м..
Площа басейну фонтану 1683 квадратних метрів.

## Розташування
Фонтан багатства розташований в торговому комплексі Сантек-Сіті в Сінгапурі. 